# Chalarus amazonensis
Chalarus amazonensis är en tvåvingeart som beskrevs av José Albertino Rafael 1988. Chalarus amazonensis ingår i släktet Chalarus och familjen ögonflugor. Inga underarter finns listade i Catalogue of Life.